# Erweiterter Geist
Der erweiterte Geist (englisch extended mind) ist die philosophische und kognitionswissenschaftliche These, dass sich kognitive Architektur und somit auch kognitive Prozesse und Zustände über die Körpergrenzen hinaus in die Welt erstrecken.
Diese These wurde im Jahr 1998 von Andy Clark und David Chalmers in dem Aufsatz The Extended Mind aufgestellt.
Im Englischen wird die These des erweiterten Geistes auch als wide computationalism oder environmentalism bezeichnet.
Der aktive Externalismus (engl.: active externalism) oder Vehikel-Externalismus (engl.: vehicle externalism) ist eine Konsequenz der These des erweiterten Geistes, die von Clark und Chalmers zunächst nicht von dieser unterschieden wurde, sich aber im Gegensatz zu ihr auf den Gehalt eines mentalen Phänomens bezieht.

## Begriffsbestimmung
Angelehnt an Hilary Putnam
fassen Clark und Chalmers die These des erweiterten Geists wie folgt zusammen:
| “Cognitive processes ain’t (all) in the head!” |  | Kognitive Prozesse sind nicht (alle) im Kopf! |

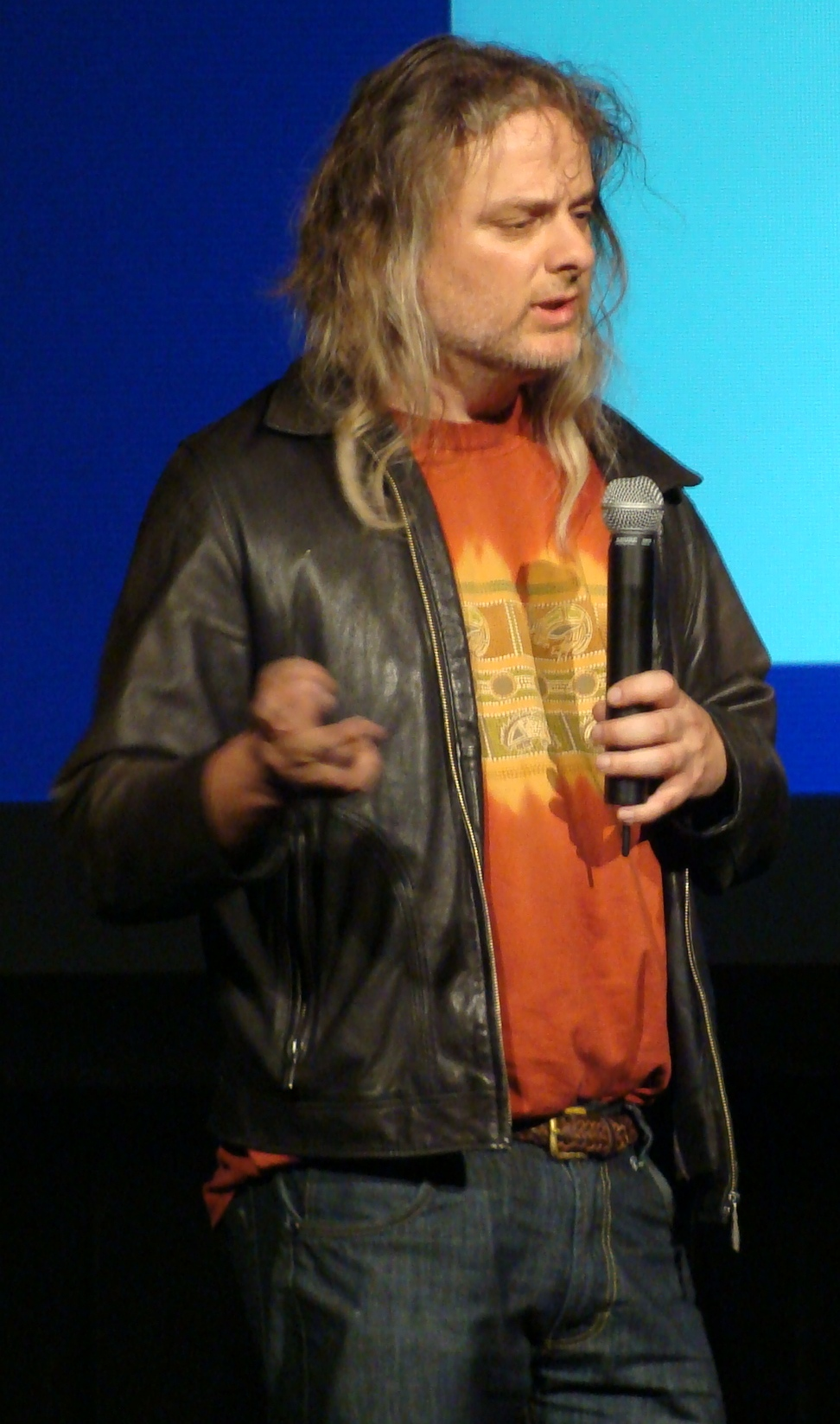
Mitbegründer der These des erweiterten Geistes: David Chalmers

Damit wenden sie sich vor allem gegen die Ortsbestimmung des Internalismus. Nach dieser finden mentale Phänomene im Gehirn des Subjektes statt, welches diese Phänomene hat. Vertreter des erweiterten Geists behaupten hingegen zum einen, dass sich kognitive Systeme über den gesamten Körper des Wesens und auch in die Umwelt hinein erstrecken können, solange äußere Bestandteile eine geeignete Kopplung mit dem Kernsystem haben. Zum anderen ist dies meist mit der Behauptung verbunden, dass solche Kopplungen in der Welt tatsächlich vorliegen und es somit auch externe Kognition gibt. Diese würde sich zum Beispiel vom kognitiven Kernsystem, zumindest zeitweise, in den Körper des betreffenden Wesens, (technische) Hilfsmittel oder auch soziale Gemeinschaften hinein erstrecken.
Clark und Chalmers behaupten jedoch nicht, dass diese These dem Common Sense entspricht. Daher soll der erweiterte Geist auch keine Analyse unseres gängigen Kognitionsbegriffs sein. Vielmehr handelt es sich bei ihm um die Forderung, dass Kognition nicht nur als internes Phänomen betrachtet werden sollte. Auf diese Weise könnten, je nach Erklärungszweck, tiefere, einheitliche und nützlichere Erklärungen zustande kommen.
In der englischsprachigen Debatte zählen Andy Clark, Susan Hurley, Richard Menary, Mark Rowlands, Michael Wheeler, Robert A. Wilson und Alva Noë zu den Hauptvertretern des erweiterten Geistes, aber auch David Chalmers äußert sich im Vorwort zu Clarks Buch Supersizing the Mind (2008) der These positiv gegenüber. Als Kritiker lassen sich vor allem Frederick Adams, Kenneth Aizawa und Robert Rupert nennen.
Im deutschen Sprachraum hingegen gibt es noch keine intensive Diskussion über die These des erweiterten Geistes. Ausnahmen bilden die Philosophen Holger Lyre und Sven Walter.

## Das Paritätsprinzip
Im Artikel The Extended Mind stellen Clark und Chalmers folgendes Prinzip auf, welches seitdem den Namen parity principle (Paritätsprinzip) trägt:

The Parity Principle

If, as we confront some task, a part of the world functions as a process which, were it done in the head, we would have no hesitation in recognizing as part of the cognitive process, then that part of the world is (so we claim) part of the cognitive process.

„Das Paritätsprinzip

Wenn wir einer Aufgabe gegenüberstehen und ein Teil der Welt als ein Prozess funktioniert, den wir ohne Zögern als kognitiven Prozess verstehen würden, falls er im Kopf stattfände, dann ist dieser Teil der Welt (so behaupten wir) Teil des kognitiven Prozesses.“

Nach dem Paritätsprinzip ist also nicht die Körpergrenze entscheidend, wenn es darum geht, ob ein Prozess kognitiv ist. Vielmehr geht es um die Funktion eines Prozesses. Somit handelt es sich beim Paritätsprinzip um ein funktionalistisches Prinzip.
Das Paritätsprinzip stellt als solches noch kein Argument für den erweiterten Geist dar, sondern setzt die logische Möglichkeit schon voraus.
Es scheint den meisten Kritikern auch nicht prinzipiell undenkbar, dass sich kognitive Prozesse über die Grenzen des zentralen Nervensystems hinaus erstrecken können. Dass dies in der Theorie möglich ist, zeigt folgendes Beispiel.
So erzählt Daniel C. Dennett in seinem 1978 erschienenen Essay Where Am I? eine hypothetische Geschichte, die davon handelt, dass sein Gehirn aus dem Kopf entnommen und neu mit dem Körper gekoppelt wird. Hierbei würde es sich zumindest um Kognition außerhalb des Körpers handeln, wie wohl auch die meisten Kritiker des erweiterten Geistes zugeben müssten. Dies ist jedoch nur eine theoretische Möglichkeit.
Soll aus dem Paritätsprinzip hingegen gefolgert werden, dass sich Kognition tatsächlich manchmal in die Welt erstreckt, so wird mindestens ein externer Prozess benötigt, der, wäre er im Körper eines Wesens, ein kognitiver Prozess dieses Wesens wäre. Die Frage, ob ein solcher Prozess in der Welt aufzufinden ist oder nicht, spaltet die Kritiker und Vertreter des erweiterten Geistes.
So behaupten zum Beispiel Fred Adams und Ken Aizawa, dass die psychologischen und funktionalen Unterschiede zwischen internen und externen Prozessen zu fundamental sind, um das Paritätsprinzip jemals anwenden zu können.

## Evolutionäres Argument
Mark Rowlands versuchte das Paritätsprinzip mit einem Argument zur Evolution plausibel zu machen, das er das Barking Dog principle („Prinzip des bellenden Hundes“) nannte und wie folgt beschrieb:
| “If it is neccessary for an organism to be able to perform a given adaptive task T, then it is selectively disadvantageous for that organism to develop internal mechanisms sufficient for the performance of T when it is possible for the organism to perform T by way of combination of internal mechanisms and manipulation of the external environment.” |  | Wenn ein Organismus die Fähigkeit haben muss, eine adaptive Aufgabe T zu leisten, dann ist es selektiv unvorteilhaft für den Organismus, interne Mechanismen für das Bewältigen von T zu entwickeln, wenn es für den Organismus möglich ist, T durch eine Kombination von internen Mechanismen und Manipulation der externen Umwelt zu leisten. |

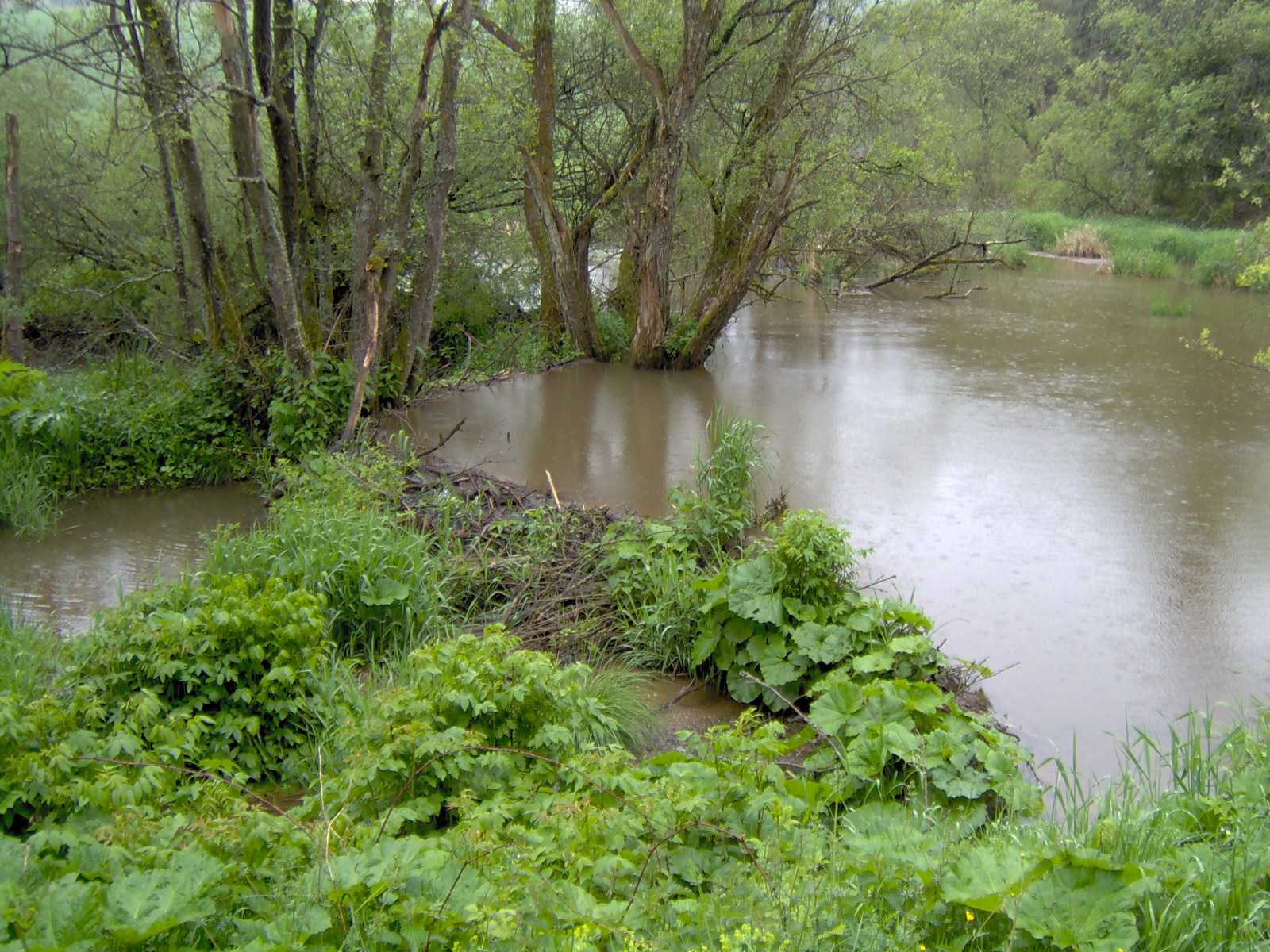
Biberdamm

Demnach sei anzunehmen, dass die Evolution Lebewesen begünstigt, die ihre Umwelt so verändern können, dass ihr Körper weniger leisten muss. Als Beispiele lassen sich Spinnen und ihre Netze oder Biber und ihre Dämme nennen, vor allem aber Menschen mit ihren vielfältigen Eingriffen in die Umwelt. So können Menschen Aufwand sparen, wenn sie ihren Besitz von einem Hund bewachen lassen, der mit seinem Bellen Fremde abschreckt und auf Bedrohungen aufmerksam macht.
Wenn diese Überlegung zutrifft, so ist auch anzunehmen, dass die Evolution Lebewesen begünstigt, die kognitive Prozesse zum Teil in die Umwelt auslagern können und eine Kombination aus internen und externen Prozessen verwenden, um ihre kognitiven Aufgaben effektiver zu bewältigen. Bei dieser Argumentation wird vorausgesetzt, dass kognitive Prozesse beim Lösen bestimmter Aufgaben helfen.

## Externe Zustände
Folgende Zustände kommen als externe kognitive Zustände in Frage:

### Überzeugungen

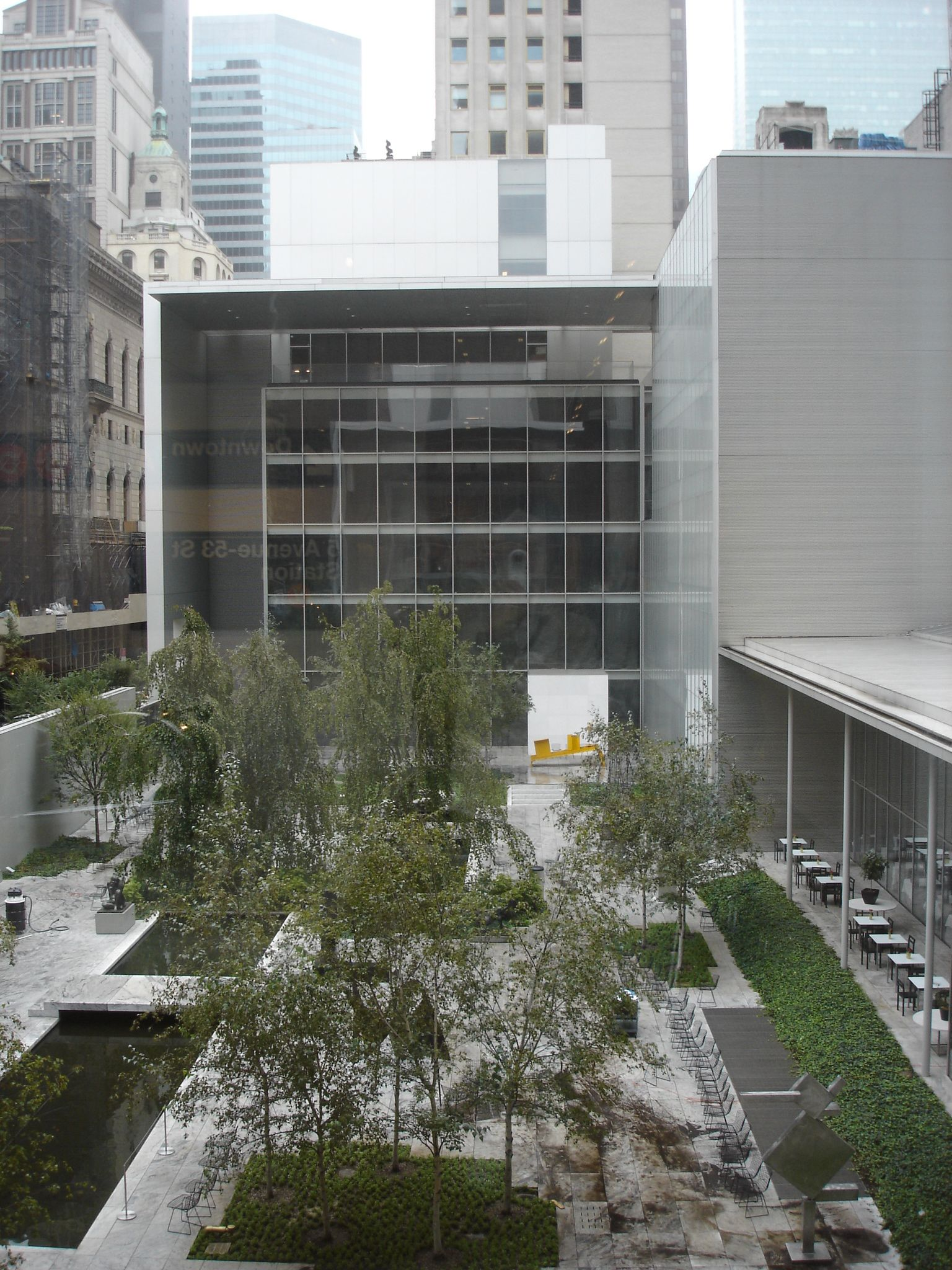
Ein klassisches Beispiel für eine externe Überzeugung: „Das Museum of Modern Art ist in der 53. Straße.“

Das klassische Beispiel für externe mentale Zustände stellen Überzeugungen dar. So beschreiben Clark und Chalmers den fiktiven an Alzheimer erkrankten Otto, der ein Notizbuch als externes Gedächtnis verwendet.
So schreibt Otto neue Informationen in sein Notizbuch, wie gesunde Menschen neu gewonnene Informationen im Gehirn speichern. Analog zum neuronalen Vorgang des Erinnerns kann Otto bei Bedarf Informationen aus seinem Notizbuch gewinnen und weiterverarbeiten.
Will er zum Beispiel ins Museum of Modern Art, konsultiert Otto sein Notizbuch, in das er die Adresse zuvor eingetragen hat.
Auf den offensichtlichen Einwand, dass Otto zunächst nur die Überzeugung hat, dass die gewünschte Information im Notizbuch zu finden ist, antwortet Clark, dass dies die Erklärung unnötig kompliziert machen würde, da man sonst auch gesunden Menschen zunächst nur die Überzeugung unterstellen könnte, dass die benötigten Informationen in ihrem Gehirn gespeichert sind.

### Wünsche
Aber nicht nur Überzeugungen, sondern auch Wünsche werden von Vertretern des erweiterten Geistes als externe Zustände in Betracht gezogen. So schreibt zum Beispiel David Chalmers im Vorwort zu Andy Clarks Buch Supersizing the Mind, dass er sein iPhone nutzt, um sich seine Lieblingsgerichte in einem bestimmten Restaurant zu merken. Bei ihm würden also die Notizen im Mobiltelefon dieselben Rollen spielen, wie es sonst neuronal realisierte Wünsche tun würden.

### Zustandsträger
Als externe intentionale Zustände wurden schon externe Gedächtnisse, wie Notizbücher, oder auch Erinnerungsauslöser, zum Beispiel Knoten in Taschentüchern, vorgeschlagen.
Eine andere Frage ist, ob nur vom kognitiven Wesen vorgenommene Veränderungen der Umwelt oder auch ohne die Handlungen des Wesens vorhandene Dinge der Umwelt, wie Orientierungspunkte oder Bücher, externe kognitive Zustände sein können.
Interessant ist auch die Überlegung, dass in bestimmten Fällen die kognitiven Zustände eines Wesens auch auf andere Wesen ausgedehnt sein könnten. Dies wäre zum Beispiel der Fall, wenn Otto bei Bedarf immer seine Frau anruft, wenn er eine Information benötigt, die er aufgrund seiner Krankheit vergessen hat oder wenn die Kellner bestimmter Restaurants sich merken würden, welche Gerichte David Chalmers besonders gut gefallen haben.

## Externe Prozesse
Externe kognitive Prozesse sind – nach Mark Rowlands – Aktionsschleifen, welche nötig für das Ausführen von kognitiven Aufgaben sind und die Manipulation von externen informationstragenden Strukturen beinhalten.

### Sich etwas merken und an etwas erinnern
Wenn es externe Wünsche und Überzeugungen gibt, so müssen diese vom kognitiven Wesen in die Umwelt ausgelagert werden und im Bedarfsfall aus dieser ausgelesen werden. Dieses Auslagern ist folglich ein externer Prozess des Sich-etwas-Merkens. Das Auslesen hingegen ein Prozess des Erinnerns, welcher zum Beispiel darin besteht, dass das betroffene kognitive Wesen im Kalender nachschlägt um eigene Vorhaben herauszufinden oder eine bestimmte auffällige Landmarke sucht, um den richtigen Weg zu finden.

### Problemlösen

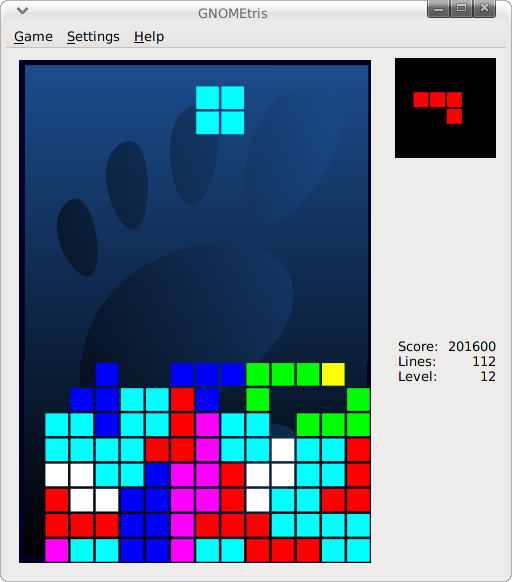
Ein Beispiel für externes Problemlösen: Proberotieren bei Tetris

Ein weiterer Typ externer mentaler Prozesse ist das Lösen von Problemen. Dieses ist dadurch gekennzeichnet, dass durch Manipulationen der Umwelt neue Wünsche oder Überzeugungen erzeugt werden. Es handelt sich also um epistemische (im Gegensatz zu pragmatischen) Handlungen, deren Ziel neues Wissen oder auch Wünschen ist.
Das bekannteste Beispiel für solche epistemischen Handlungen ist das Videospiel Tetris, mit welchem Clark und Chalmers die These des erweiterten Geistes einleiten. So behaupten sie, dass das interne Proberotieren der Steine im Kopf, das externe Rotieren durch das Drücken von Knöpfen und das interne Rotieren durch ein neuronales Implantat gleichwertige epistemische Aktionen sind. Diese sollten daher alle als kognitive Prozesse angesehen werden. Diesem Beispiel gingen Forschungen von David Kirsh und Paul Maglio voraus, welche in Experimenten mit Tetris feststellten, dass viele Rotationen nicht zielgerichteten, sondern eher epistemischen Charakter haben. Dies führt zur Definition einer epistemischen Handlung, deren primäre Funktion es ist, Kognition durch folgende Faktoren zu verbessern:
1. Reduzierung des für die mentale Berechnung benötigten Speichers (Komplexität des Raums)
2. Reduzierung der benötigten Schritte, um eine mentale Berechnung durchzuführen (Zeitkomplexität)
3. Reduzierung der Fehlergefahr mentaler Berechnung (Unzuverlässigkeit)[10]

Als weitere Beispiele für epistemisches Handeln sind schriftliches Rechnen oder auch Neuanordnen der Buchstaben bei Scrabble zu nennen.

### Wahrnehmen

Grafische Darstellung der Wahrnehmungskette

Auch die Wahrnehmung wird von manchen Vertretern des erweiterten Geistes als externer Prozess betrachtet. Diese Herangehensweise hat jedoch weniger mit Manipulationen der Umwelt als mit epistemischem Handeln zu tun. Die Wahrnehmungskette, als Modell der Wahrnehmung, schließt neben den Elementen Reiz, Transduktion, Verarbeitung, Wahrnehmung und Wiedererkennung auch das Element des Handelns ein.
Dieses findet sich in der visuellen Wahrnehmung zum Beispiel in den permanenten Sakkaden, welchen es gelingt, durch viele verschiedene Fixationen den Eindruck zu erwecken, immer ein vollständiges Bild bewusst wahrzunehmen, obwohl wir nur einen kleinen Teil der uns umgebenden Szene tatsächlich fixieren können.

## Konsequenzen
Die These des erweiterten Geistes ist mit weitreichenden Konsequenzen verbunden:

### Externes Bewusstsein
Unklar ist das Verhältnis von Bewusstsein und externen mentalen Zuständen. So scheint es möglich, Bewusstsein auch außerhalb des Körpers zu haben, so lange sich das Gehirn außerhalb des Körpers befindet. Dies wäre zum Beispiel der Fall, wenn einige Teile oder das ganze zentrale Nervensystem dem Körper entnommen und mit ihm neu verkoppelt werden würde.
Faktisch jedoch verorten viele Vertreter des erweiterten Geistes phänomenales Bewusstsein ausschließlich im Gehirn und sehen somit externe Prozesse und Zustände von vornherein als unbewusst an.
Im Gegensatz dazu vertreten unter anderem Alva Noë und J. Kevin O’Regan die These, dass Kopplung des kognitiven Systems mit der Außenwelt zu externem Bewusstsein führt.
Dies scheint zum Beispiel möglich, wenn sich – vor allem phänomenales – Bewusstsein rein funktionalistisch erklären lassen würde. Wäre dies der Fall, so ließe sich das Paritätsprinzip auch hier anwenden und Bewusstseinsprozesse in der Umwelt wären zumindest nicht ausgeschlossen. Ob eine rein funktionalistische Erklärung des Bewusstseins möglich ist, ist jedoch stark umstritten.
Auch in der Parapsychologie gibt es Thesen, die dem erweiterten Geist ähnlich sind.
So behauptet beispielsweise Rupert Sheldrake mit der Idee der morphischen Felder, dass sich das Bewusstsein eines Wesens nicht nur in seinem Körper lokalisieren lässt. Auf diese Weise hofft er verschiedene Phänomene, wie zum Beispiel Telepathie, erklären zu können.

### Neue Grenze der Kognition
Da der erweiterte Geist die Grenze des Körpers als Grenze des Geistes verwirft, werden Bedingungen benötigt, um zu bestimmen, wann externe Prozesse und Zustände kognitiv sind.
Ein Kriterium ist das Paritätsprinzip, welches fordert, dass Prozesse, die, wenn sie im Körper stattfinden würden, ganz klar als kognitiv gelten würden, auch außerhalb des Körpers kognitiv sind.
Für externe Überzeugungen stellen Clark und Chalmers folgende Bedingungen auf:
- Die Informationen müssen konstant und problemlos abrufbar sein.
- Die Informationen müssen schon einmal verarbeitet worden sein.
- Aufgenommene Informationen müssen sofort gebilligt werden.

Weder diese Bedingungen noch das Paritätsprinzip scheinen klare Regeln dafür aufzustellen, ob ein Zustand kognitiv ist oder nicht. Es scheint also, als würde der erweiterte Geist eine unscharfe Grenze des Mentalen einschließen.
Dies wird von Kritikern beanstandet, welche meinen, dass eine klare Definition des Begriffes „Kognition“ benötigt wird. So meinen sie, dass die Vertreter des erweiterten Geistes erst zeigen können, dass Kognition auch extern sein kann, wenn sie den Begriff „Kognition“ definiert haben.

### Erstrecken sich Personen in die Umwelt?
Eine andere Konsequenz des erweiterten Geistes scheint zu sein, dass sich mit den kognitiven Prozessen und Zuständen auch Personen über den Körper hinaus in die Welt erstrecken. Ist die These des erweiterten Geistes wahr, so raubt man einem Alzheimerkranken seine Erinnerungen, wenn man ihm seinen Notizblock wegnimmt. Natürliche kognitive Wesen sollten also nicht mehr als rein biologisch, sondern als Kombination biologischer und externer Komponenten betrachtet werden. Dies scheint offensichtlich soziale, moralische und rechtliche Konsequenzen zu haben. Zum Beispiel wenn es darum geht, Organizer, Taschenrechner oder Notizblöcke anderer Leute zu verändern oder auch nur zu durchsuchen.
Eine weitere Implikation des erweiterten Geistes ist, dass durch eine unscharfe Grenze des Mentalen auch die Wesen selber nicht mehr klar von dem Rest der Welt unterschieden werden können.
Auch ist es möglich, dass sich die kognitiven Architekturen und Zustände verschiedener Wesen überschneiden oder dass, rechtlich gesehen, die kognitive Architektur eines Wesens einem anderen gehört.
Dies wäre zum Beispiel gegeben, wenn im Zuge des Neuro-Enhancement ein direkter Zugriff des Gehirns zu Wissensdatenbanken möglich wäre.

## Verhältnis zu anderen Theorien

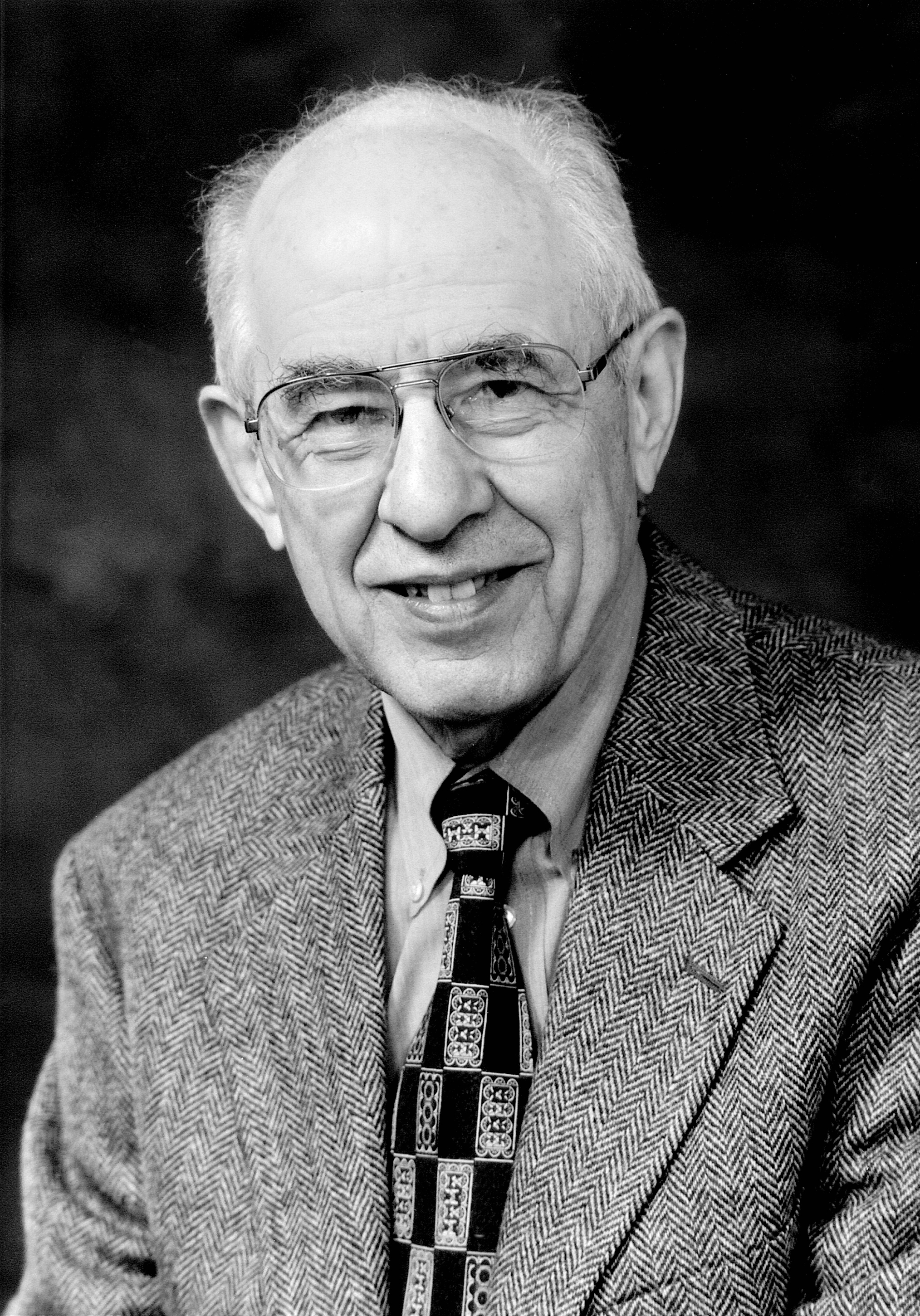
Hilary Putnam: Mitbegründer des Funktionalismus und des semantischen Externalismus

Ein besonderes Verhältnis hat die These des erweiterten Geistes zu folgenden Theorien:

### Externalismus
Der erweiterte Geist hat als logische Konsequenz den aktiven Externalismus oder auch Vehikel-Externalismus. Während der Externalismus behauptet, dass die mentalen Zustände eines Systems nicht nur von den internen Zuständen dieses Systems abhängen, lässt sich die These des aktiven Externalismus wie folgt ausdrücken:
Aktiver Externalismus: Der Gehalt eines mentalen Zustands eines Systems S hängt nicht nur von den internen Zuständen von S, sondern auch von der Umwelt von S ab, und zwar in der Weise, dass diese Variation des Gehalts eine prinzipielle Verhaltensrelevanz für S haben kann.
Damit setzt sich der aktive Externalismus vom, besonders Hilary Putnam und Tyler Burge zugeschriebenen, semantischen Externalismus ab, da bei diesem der Unterschied im mentalen Gehalt keinerlei Änderung im Verhalten eines Systems herbeiführt. Auch macht der aktive Externalismus eine Behauptung über den Ort eines mentalen Phänomens, während der semantische Externalismus nur eine Behauptung über den Gehalt eines solchen Phänomens macht.
Gemeinsam haben beide Varianten des Externalismus, dass sie sich gegen den Internalismus richten.
Dies lässt sich unter anderem daran sehen, dass für beide Varianten ein Zwillingserde-Gedankenexperiment gemacht werden kann, bei dem die inneren Faktoren eines Wesens gleich bleiben, sich der mentale Gehalt aber ändert:
Während sich beim semantischen Externalismus zum Beispiel die Zusammensetzung von Wasser unterscheidet und sich somit Gedanken an Wasser nicht mehr auf H2O beziehen, wäre beim aktiven Externalismus der Unterschied ein Eintrag im Notizbuch des an Alzheimer erkrankten Otto.
Dieser Eintrag könnte zum Beispiel dafür sorgen, dass Otto nicht mehr die wahre Überzeugung hat, dass sich das Museum of Modern Art in der 53. Straße befindet, sondern dass es in der 51. Straße sei.
Trotz aller Unterschiede sind beide Theorien jedoch kompatibel. Es spricht nichts gegen intentionale Zustände außerhalb des Gehirns, welche auch extern individuiert werden.

### Funktionalismus
Das Paritätsprinzip macht – ebenso wie der Funktionalismus – Gebrauch vom Argument der multiplen Realisierbarkeit geistiger Zustände.
Es ist also nicht entscheidend, wie oder wo genau mentale Phänomene realisiert sind, solange ihre Funktion gleich bleibt.
Aufgrund dieser Ähnlichkeit scheint folgender Zusammenhang zumindest plausibel zu sein:
Wenn der Funktionalismus wahr ist, dann gilt auch das Paritätsprinzip.
Dies könnte zwei Arten von Konsequenzen haben. Man könnte als Verfechter des Funktionalismus das Paritätsprinzip als logische Konsequenz des Funktionalismus sehen und somit versuchen, den erweiterten Geist zumindest als Möglichkeit plausibel zu machen. Andererseits könnten Kritiker des Funktionalismus das Paritätsprinzip auch als unintuitiven Schwachpunkt des Funktionalismus herausstellen und somit ein Argument gegen diesen finden.
Ob externe Prozesse aber die gleiche Funktion besitzen können wie interne, hängt vor allem davon ab, wie man Input und Output der Funktionen bestimmt.
So können wir beispielsweise den an Alzheimer erkrankten Otto, der sein Notizblock als externes Gedächtnis verwendet, auf zwei verschiedene Arten betrachten:
1. Einerseits können wir sagen, dass er als Input eine Einladung ins Museum of Modern Art bekommt und infolge dieser Einladung zum Museum läuft. Bei einer solchen Betrachtungsweise spielt der Notizblock, in dem er nachschaut um den Ort des Museums zu erfahren, die gleiche Rolle, wie es bei anderen das Gehirn spielen würde.
2. Andererseits können wir aber auch einzelne akustische, visuelle und taktile Signale ans Gehirn als Input und Signale an die Muskeln als Output betrachten. In dieser Sichtweise hat der Notizblock ganz klar eine andere Funktion als es neuronale mentale Zustände haben würden, da er sich nicht im System befindet, sondern zunächst wahrgenommen werden muss.

Diese Grenze von Wahrnehmung und Aktion erscheint auch für Chalmers die größte Bedrohung der These des erweiterten Geistes zu sein.

### Neue künstliche Intelligenz
Der erweiterte Geist wird auch mit neueren Entwicklungen in der Kognitionswissenschaft in Verbindung gebracht.
Besonders die Embodiment-These, der mit ihr eng verknüpfte Enaktivismus und der Dynamizismus, welcher kognitive Systeme als eine bestimmte Klasse dynamischer Systeme begreift, scheinen dafür zu sorgen, dass die intuitive Grenze zwischen dem kognitiven System und der Außenwelt nicht mehr klar definiert zu sein scheint.
Vor allem findet sich in diesen Theorien die Überlegung wieder, dass kognitive Systeme situiert sind und in komplexen Interaktionen mit der Umwelt stehen.
Dies ist notwendig für den erweiterten Geist, da nur mit der Umwelt interagierende verkörperlichte Systeme kausalen Kontakt mit externen Faktoren haben, um diese für eigene Funktionen nutzbar machen zu können.
Andersrum lässt sich sagen, dass Embodiment und auch Enaktivismus nicht zwangsläufig mit dem erweiterten Geist einhergehen müssen, da diese zunächst nur Theorien über kausale und nicht mereologische Zusammenhänge sind.
Auch der Dynamizismus enthält nicht zwangsläufig die Richtigkeit des erweiterten Geistes.
Der erweiterte Geist ist sowohl mit Konnektionismus als auch mit klassischer künstlicher Intelligenz kompatibel.

## Kritik
Hauptkritiker der These des erweiterten Geists sind Frederick Adams und Kenneth Aizawa, welche unter anderem in ihrem 2008 erschienenen Buch The Bounds of Cognition potentielle Probleme dieser These aufzeigen.

### Der Kopplungs-Konstitutions-Fehlschluss
Dabei unterstellen sie den Vertretern des erweiterten Geistes folgenden Fehlschluss:
Kopplungs-Konstitutions-Fehlschluss: Der Prozess oder Zustand x ist mit dem kognitiven System S gekoppelt, also ist x Teil von S.
So ist ein Prozess oder ein Zustand, der stark mit einem kognitiven System gekoppelt ist, nicht unbedingt konstitutiv für dieses System. Für die externen Zustände, welche für die Vertreter des erweiterten Geistes als kognitiv in Frage kommen, gilt nach Adams und Aizawa, dass zwar starke kausale Relation zu kognitiven Systemen vorliegt, dies aber nicht dazu führe, dass sie als kognitiv angesehen werden sollten.

### Mangel intrinsischen Gehalts
Des Weiteren behaupten Kritiker, dass externen Zuständen intrinsischer Gehalt, als wichtiges Schlüsselmerkmal des Mentalen, fehlt.
So ist zum Beispiel bei Kandidaten externer Kognition häufig Sprache der Bedeutungsträger. Diese erhält ihre Bedeutung scheinbar durch öffentliche Benutzung und soziale Praxis. Die Bedeutung von Wörtern und Sätzen wäre demnach nicht intrinsisch. Ähnliches gilt laut Adams und Aizawa auch für andere externe Zustände. So schreiben sie:
| “Whatever is responsible for non-derived representations seems to find a place only in brains.” |  | Was auch immer für nicht abgeleitete Repräsentationen verantwortlich ist, scheint nur in Gehirnen stattzufinden. |

Auch wenn es also logisch und nomologisch möglich ist, dass externe Zustände intrinsischen Gehalt besitzen, so scheint dies, Adams und Aizawa zufolge, kontingenterweise nicht der Fall zu sein. Da intrinsischer Gehalt aber ein Merkmal des Kognitiven sei, gäbe es keine externen kognitiven Prozesse und Zustände.
Diese Kritik ist an vielen Stellen angreifbar.
Zum einen ist nicht klar, was intrinsischer Gehalt überhaupt sein soll.
Des Weiteren scheint die Behauptung, dass ein solcher im Gehirn und nur im Gehirn vorkommen kann, unbegründet zu sein.
Zuletzt stellt sich natürlich die Frage, ob intrinsischer Gehalt wirklich notwendig für kognitive Zustände ist.

### Kognition ans Nervensystem gebunden
Ein ähnlicher Einwand wie der des intrinsischen Gehalts geht ebenso von Frederick Adams und Kenneth Aizawa aus. So leiten sie aus der Tatsache, dass wir Kognition bisher nur in Nervensystemen vorgefunden haben, ab, dass Kognition nur in solchen stattfindet. Ein kognitives System, welches sich über Grenzen des Nervensystems hinaus erstreckt, ist also nicht möglich. Es handelt sich bei dieser Kritik also um eine empirisch begründete Ablehnung der These der multiplen Realisierbarkeit.

### Geringe Verbindungsbandbreite
Ein weiterer Einwand, auf den Clark und Chalmers schon in The extended Mind eingehen, ist, dass externe Zustände nicht dem kognitiven System zugerechnet werden können, da sie schlechter zugänglich sind als interne Zustände.
Eine Analogie macht diesen Einwand klar. So würden wir wenig Probleme haben, den Inhalt eines externen Datenspeichers auch zum Inhalt des Computers zu zählen, solange dieser Zugriff beinahe ebenso schnell erfolgt. Anders sieht es jedoch aus, wenn wir den Speicher eines Computers dadurch entlasten wollten, dass wir den Inhalt einiger Dateien auf Papier drucken und diese bei Bedarf einscannen.
Vertreter des erweiterten Geistes können hier jedoch entgegnen, dass die Verbindung zwischen dem an Alzheimer erkrankten Otto und seinem Notizbuch deutlich besser ist als die zwischen einem Computer und ausgedruckten Dateien. So würden wir zum Beispiel einer Person, die aufgrund eines Unfalls einen langsamen Zugriff auf die eigenen internen Erinnerungen hat, auch nicht diese Erinnerungen aberkennen, solange der Zugriff auf sie mit hinreichender Zuverlässigkeit und ohne fremde Hilfe erfolgt.
Doch auch wenn Kritiker durch diese Argumentation nicht überzeugt werden können, ist es alles andere als klar, dass neuronale Prozesse schneller sind als epistemisches Handeln in der Außenwelt. So stellten zum Beispiel Kirsh und Maglio fest, dass beim Spielen von Tetris eine direkte Manipulation des Spiels schneller vonstattengeht als eine mentale Rotation.